# Таида
За остале употребе погледајте Таида (вишезначна одредница)
Таида (грч. Θαΐς) је била атинска хетера која је пратила Александра Великог током његових освајања, а касније је постала љубавница македонског војсковође и краља Египта Птолемеја Сотера.
Таида се у античким изворима спомиње у вези са догађајима из 330. п. н. е. када је Александар, после једне пијанке, наредио спаљивање персијске престонице Персепоља. Таида, која је била родом из Атине, убедила је краља да спали град. Према Диодору и Плутарху, спаљивање Персепоља је требало да буде одмазда за спаљивање атинског храма богиње Атине из 480. године п. н. е. које је извршено по наређењу персијског краља Ксеркса I .
Касније, Таида је постала љубавница и, вероватно, супруга Александровог војсковође Птолемеја, будућег краља Египта и основача династије Птолемејида. О њеном каснијем животу ништа се не зна поуздано.